# Tampão fosfato de Na+ e K+
Como dito em tampão fosfato-salino e solução tampão, é importante observar as características do mesmo e assim verificar a aplicabilidade deste para o experimento. 
Geralmente tampões fosfato são utilizados para manter o pH de uma solução ao redor de 7,0.  E os componentes ácido-base do tampão fosfato que manterão o pH próximo desse “valor neutro”  poderão ser os sais ácidos NaH2PO4 ou KH2PO4, tais como os sais Na2HPO4 ou K2HPO4 que funcionarão como base conjugada.
Como dito em tampão fosfato-salino e solução tampão, é importante observar as características do mesmo e assim verificar a aplicabilidade deste para o experimento.
Geralmente tampões fosfato são utilizados para manter o pH de uma solução ao redor de 7,0. E os componentes ácido-base do tampão fosfato que manterão o pH próximo desse “valor neutro” poderão ser os sais ácidos NaH2PO4 ou KH2PO4 , tais como os sais Na2HPO4  ou K2HPO4 que funcionarão como base conjugada.

## Aplicações
De modo geral, podem ser utilizados para a produção de soluções de tamponamento, como por exemplo o PBS, que possui muitas formas de utilização por ser isotônico e não tóxico para as células, além de tecidos e trabalhos com proteínas. Podendo também ser usado para diluir substâncias, usado para lavar recipientes contendo células, como um diluente em métodos para secar biomoléculas, entre outras. 
Separadamente, esses fosfatos podem ser utilizados como medicamentos. Para constipação intestinal, por exemplo, costuma-se utilizar o fosfato de Na, que funciona como um laxante - drena água para dentro do lúmen intestinal, ocorrendo assim, a distensão intestinal que estimulará a evacuação .
No caso do fosfato de potássio, a utilização é indicada para nutrição parenteral total e no tratamento da: hipofosfatemia; redução do pH urinário; depleção de potássio em pacientes com hipocalemia e como adjuvante no tratamento de infecções do trato urinário .
Como exemplo de preparação de tampão contendo os fosfatos de sódio-potássio, veja abaixo um dos mais seguidos, protocolo de tampão PBS. 

##### Dissolver, com agitação os seguintes componentes
```
* NaCl (mw: 58,4 g / mol) 8 g – Molaridade: 0,137 M
* KCl (peso: 74,551 g / mol) 200 mg – Molaridade: 0,0027 M
* Na2HPO4 (pf: 141,96 g / mol) 1,44 g – Molaridade:  0,01 M
* KH2PO4 (pm: 136,086 g / mol) 240 mg – Molaridade: 0,0018 M
```

Prepare em volume de 800 mL de água Milliq em um recipiente adequado.
Ajuste a solução para o pH desejado (tipicamente pH ≈ 7,2 a 7,4).
Adicione água até completar o volume de 1 L.
É recomendado que se filtre soluções como esta em membranas de 0,22 µm.